# Еготело гірський
Еготело гірський (Aegotheles albertisi) — вид дрімлюгоподібних птахів родини еготелових (Aegothelidae).

## Поширення
Ендемік Нової Гвінеї. Поширений у гірських вологих лісах та рідколіссях Центрального хребта. 

## Опис
Тіло завдовжки 18-20 см, вагою 36-40 г. Забарвлення тіла від рудого до темно-коричневого з білими смужками. На шиї є білий комірець.

## Спосіб життя
Як і всі еготелові активний вночі. Живиться комахами і хробаками. Гнізда облаштовує у дуплах дерев. У гнізді одне біле яйце.